# Joseph Vincent DiVarco
Joseph (Joe) Vincent „(Little) Caesar“ DiVarco (* 27. Juli 1911; † 5. Januar 1986 in Washington, D.C.) wurde ein Mobster des Chicago Outfit, als diese 1934 die Mitglieder der 42-Gang übernahmen.

## Biografie
Er und Joe Arnold waren in den 1960er Jahren Partner in einem örtlichen Kurzwarengeschäft. Beide wurden 1973 in getrennten Verfahren wegen Steuerhinterziehung, Meineids und Verschwörung angeklagt. Die Jury befand die Angeklagten im Sinne der Anklage für schuldig und verurteilte sie jeweils zu einem Jahr Haft wegen Verschwörung und zu fünf Jahren auf Bewährung wegen der Hauptanklagepunkte.
DiVarco war Assoziierter in der Nord-Side-Crew des Caporegimes Vincent Solano und später verantwortlich für die „Tagesgeschäfte“ der Rush-Street-Crew, die in den 1970er und 1980er Jahren aus illegalem Glücksspiel, Kreditwucher, Schutzgelderpressung, dem Eintreiben von „Straßensteuern“ und dem Betrieb mehrerer Sex-Shops bestanden. DiVarco beaufsichtigte insbesondere zusammen mit James Alegretti alle dem Outfit zugehörenden Nachtclubs, Spielhallen und Bordelle in der Gegend und stand im Wesentlichen unter Kontrolle von Ross Prio. DiVarco soll viele Auftragsmorde für den Outfit-Boss Sam Giancana ausgeführt haben. Nach der Ermordung von Giancana am 19. Juni 1975 verlor DiVarcos an Einfluss.
1983 beauftragte Solano ihn mit der Ermordung des Gangsters Ken Eto, welcher kurz zuvor wegen illegalen Glücksspiels verurteilt worden war, und Solano befürchtete nun, dass er als Pentito vor den Behörden aussagen könnte. Zwei Auftragsmörder, Jasper Campise und John Gattuso, ein Deputy des Sheriffs von Cook County, überfielen Eto in seinem Auto und schossen ihm dreimal in den Kopf. Die beiden Männer hatten jedoch ihre Munition nicht richtig aufbewahrt, sodass die abgefeuerten Kugeln den Schädel nicht durchdrangen. Ken Eto überlebte und wurde nun tasächlich als Pentito ein Kronzeuge der Regierung. Als Strafe für den misslungenen Anschlag wurde DiVarco entmachtet und die beiden Killer ermordet.
Die Bundesbehörden erfuhren von DiVarcos Rolle im Chicago Outfit durch verdeckte Überwachung, Informanten und durch die Zusammenarbeit mit anderen staatlichen Behörden. 1985 wurde DiVarco wegen Verstößen gegen den RICO Act und der Leitung eines illegalen Sportwetten-Unternehmens zu zehn Jahren Gefängnis verurteilt.
Am 5. Januar 1986 starb Joeseph DiVarco in Washington, D.C. in Haft.